# Escola del Nord

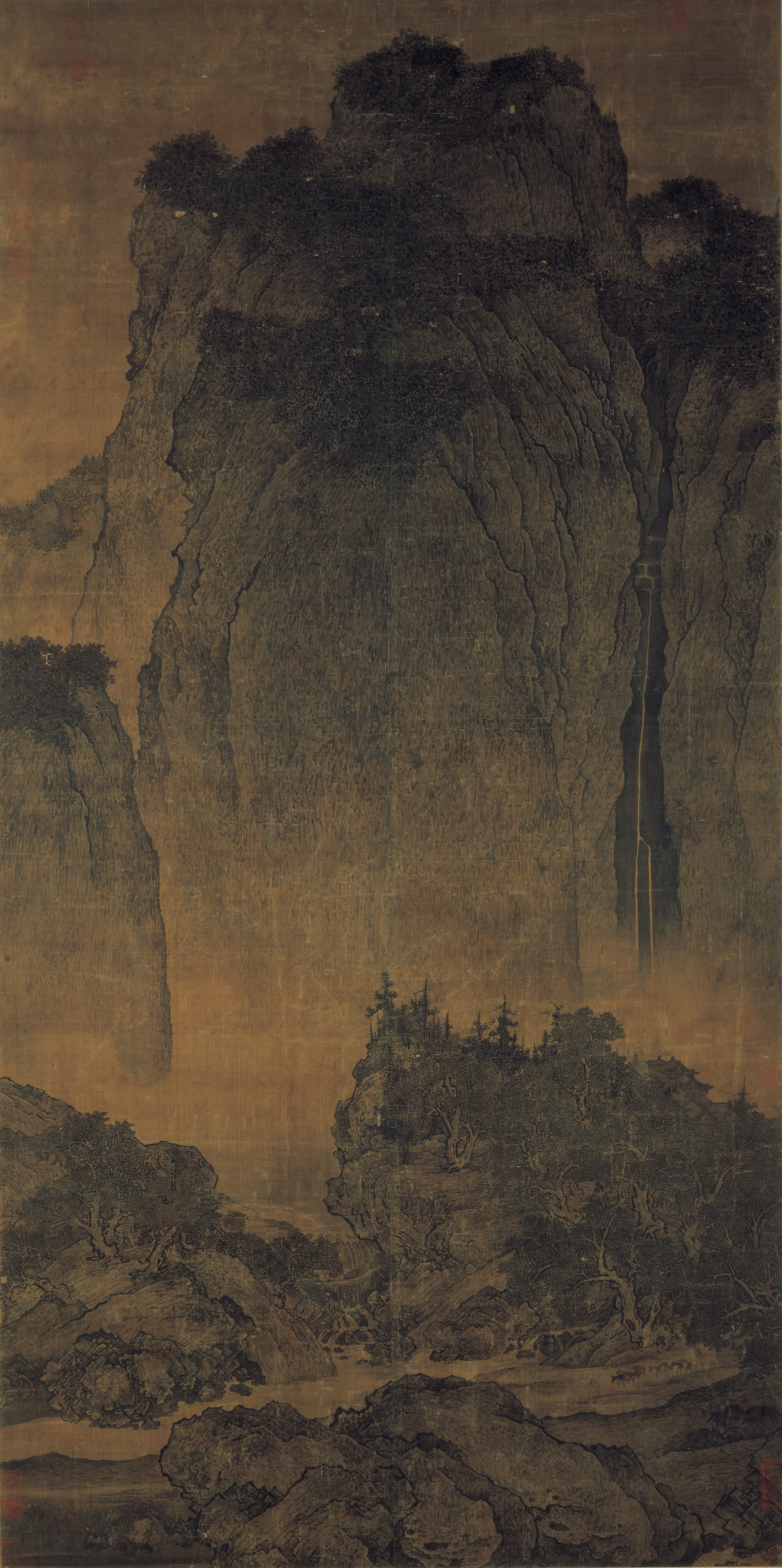
Mostra de pintura de l'Escola del Nord, fet per Fan K'uan

Escola del Nord. Durant el regnat de la Dinastia Tang (618-907), s'inicià la divisió de la pintura xinesa en dues grans escoles, septentrional i meridional: però tot i que els crítics del país insisteixen en la diversitat dels dos grups, en realitat poca diferència presenten per als ulls europeus.
Li Susun, fou el primer representant de l'Escola del Nord, més tard vingueren, Fan K'uan (990-1030), Ma Yuan (1555-1235.
L'estil d'aquesta escola fou adaptat pel pintor coreà Gang Hui-an (1419-1464).